# Kia EV5
La Kia EV5 est un SUV familial électrique du constructeur automobile Sud-coréen Kia produit à partir de 2023 en Chine pour le marché local.

## Présentation

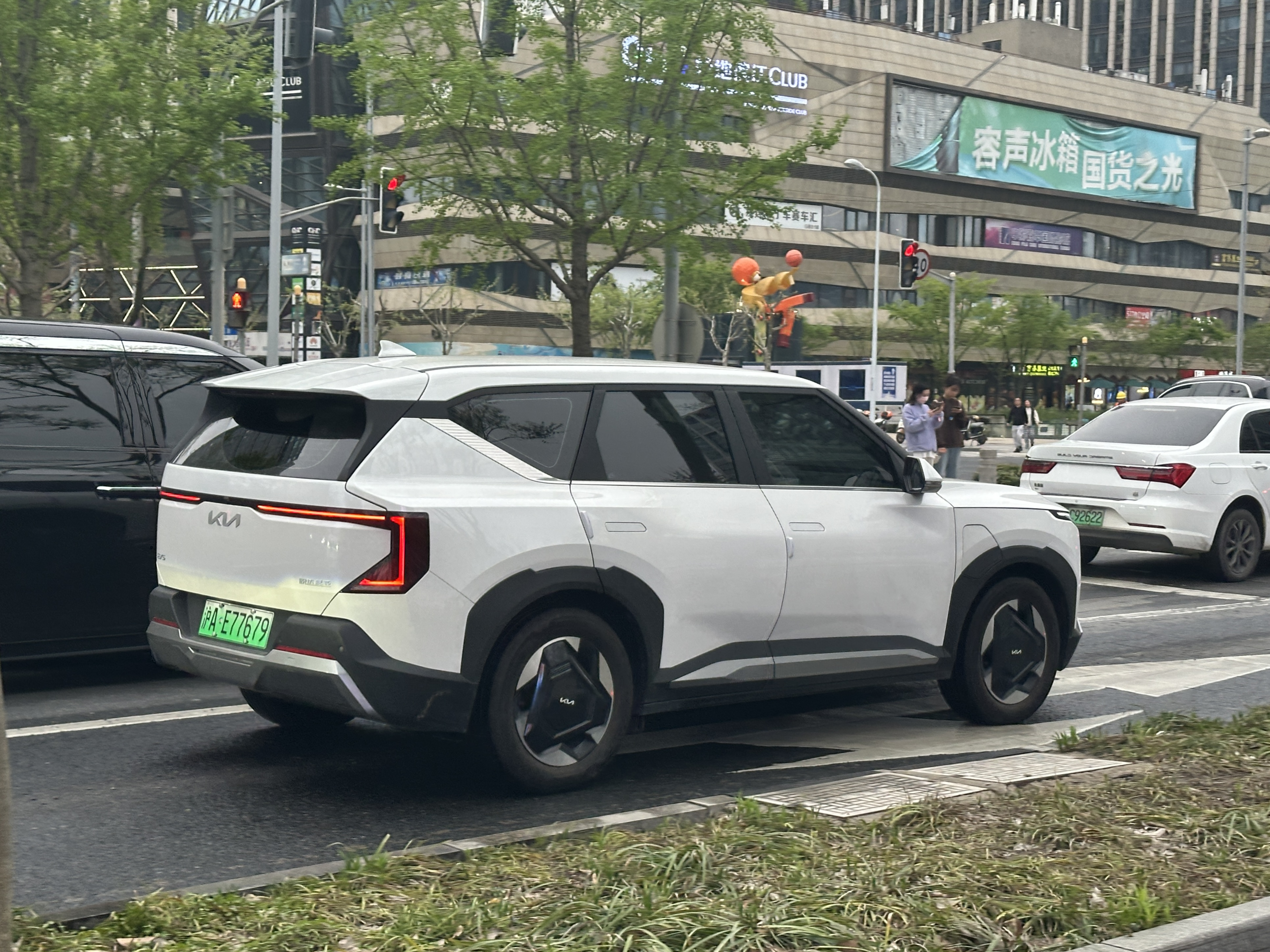
Kia EV5

La Kia EV5 est présentée le 25 août 2023 au salon de Chengdu (Chengdu Motor Show) en Chine, et lancée officiellement au salon de l'automobile de Guangzhou en novembre 2023.

## Concept car
La Kia EV5 est préfigurée par le concept car Kia EV5 Concept présenté en 2023.

### Présentation
Le constructeur dévoile le concept car EV5 Concept le 20 mars 2023 à l'occasion de l'évènement Kia Chinese EV Day en Chine, une semaine après le SUV familial EV9.
L'EV5 Concept préfigure le Kia EV5 de série, version 5 places de l'EV9, produite et commercialisée en 2023 en Chine. Le SUV électrique reprend le langage stylistique de l'EV9, avec des lignes saillantes et un profil imposant.

### Caractéristiques techniques
L'EV5 repose sur la plateforme technique e-GMP développée pour la gamme de véhicules électriques « EV » de Kia et Ioniq de Hyundai.
Il est doté de portes arrière antagonistes et dépourvu de montant central, et les deux sièges côté passager peuvent pivoter vers l'extérieur. L'EV5 Concept reçoit un toit panoramique intégrant des panneaux solaires.